# Pangio atactos
Pangio atactos är en fiskart som beskrevs av Tan och Maurice Kottelat 2009. Pangio atactos ingår i släktet Pangio och familjen nissögefiskar. Inga underarter finns listade i Catalogue of Life.